# Servei militar a Espanya
El servei militar a Espanya està establit a la Constitució espanyola de 1978. Durant la prestació del servei militar, els militars tenen l'estatut de ser un militar de reemplaçament.
La Constitució estableix que els espanyols tenen el dret de defensar el país. L'article 30.2 estableix que les obligacions militars dels espanyols són la prestació del servei militar i el compliment dels serveis en les Forces Armades d'Espanya i que han de ser regulades per una legislació. El servei militar està regulat per la Llei orgànica 13/1991, de 20 de desembre.

## Reclutament
El reclument és unes operacions per a determinar qui, quan i on s'incorpora per a prestar el servei militar. El reclutament segueix unes fases: allistament; determinar l'aptitutd psicofísica; classificació de l'allistat; determinar el reemplaçament anual; la manifestació de les preferències que tenen els interessats; la distribució d'efectius; i l'assignació de destinacions.
El Ministeri de Defensa determina periòdicament la previsió d'efectius perquè cobrisquen militar de reemplaçament.
Els òrgans de reclutament són els ajuntaments, les oficines consulars de carrera, les seccions consulars dels ambaixaodrs i la Direcció General de Reclutament i Ensenyament Militar, mitjançant els Centres de Reclutament.

### Allistament
Es fa la llista d'espanyols homes que compleixen 18 anys. Al llarg de l'any, tots aquells qui compleixen 17 anys, per elles mateixes o per delegació, s'han d'inscriure a l'ajuntament o altre òrgan de reclutament.

### Aptitud
Amb les dades facilitades pels interessats més el reconeixement mèdic, es determina l'aptitud psicofísica per a cada servei, unitat o missió.
Les causes d'exempció podien ser: matnindre obligacions familiars excepcionals, estar malalt o tindre una condició física o psíquica que l'impedisquen; exempcions derivades dels tractats internacionals; tindre 30 anys o més; ser declaract objector de consciència; o resulta excedent del reemplaçament anual.

### Ajornament
Podien ser causes d'ajornament a la incorporació al servei militar: obtindre una pròrroga de primera classe (tres anys per mantindre la família), de segona classe (1 o 2 anys per estudis o ser esportista d'elit), de tercera classe (1 o 2 anys per consolidació d'un lloc treball), de quarta classe (1 o 2 anys per ser resident a l'estranger), de quinta classe (duració similar al mandat per a desempenyar un càrrec públic d'elecció popular) i de sisena classe (1 o 2 anys per decisió del govern espanyol per raons extraordinàries o d'interés general) o estar enquadrat en les Forces Armades, estar malalt o tindre alguna limitació física o psíquica, estar complint condemna privativa de llibertat i/o tindre altre germà complint el servei o prestació social substitutòria.

## Prestació del servei
La prestació del servei s'inicia amb la data d'incorporació a la destinació assignada i acaba quan transcorren nou mesos. L'assignació de la destinació les fa un programa informàtic que té en compte les preferències que manifestà l'interessat.
Els viatges d'anada i tornada corrien a compte de l'estat.
Els militars de reemplaçament que estaven enquadrats com soldats o mariners tenen la possibilitat d'ascendir a la categoria de caporal.
El servei consisteix en activitats tàctiques, tècniques, logístiques, administratives i de manteniment.